# Lingua araba standard
La lingua araba moderna standard, nota anche come lingua fuṣḥā /ˈfusˤħɑː/ (in arabo فصحى‎?, letteralmente "la più pura"), costituisce lo standard moderno della lingua araba.
Viene usata per la comunicazione scritta e in situazioni formali e per la comunicazione orale ufficiale a livello pubblico.

## Descrizione
È un termine usato principalmente dai linguisti per indicare la varietà di arabi letterari standardizzati che si sono sviluppati nel mondo arabo tra la fine del XIX e l'inizio del XX secolo. È la lingua usata nel mondo universitario, nella stampa e nei mass media, nella maggior parte dei libri (soprattutto se di argomento culturale, religioso o letterario e quindi percepito come "alto"; esiste tuttavia anche una parte di letteratura scritta in lingua dialettale), nella legge e nella legislazione, sebbene non sia mai parlata come madrelingua, alla stessa stregua del latino in Europa fino a qualche secolo fa.
Differisce in modo marcato dai singoli idiomi locali, soprattutto perché tende a sintetizzare nuove parole da radici arabe e non utilizzando prestiti dalle lingue europee.
Tra l'arabo scritto e il parlato esiste un vistoso fenomeno di diglossia, anzi (più correttamente) di pluriglossia, vista la molteplicità del parlato arabo delle numerose nazioni che costituiscono il mondo arabofono e arabografo, per il quale è diffuso ma giudicato inappropriato l'impiego del termine dialetto (ʿamma nelle parlate orientali e dāriǧa in quelle occidentali).

## L'arabo classico
Rispetto all'arabo classico, che è la forma della lingua araba usata nei testi letterari omayyadi ed abbasidi dal VII al IX secolo e nel Corano, la fuṣḥā presenta una grammatica leggermente semplificata, ad esempio le forme derivate del verbo sono solitamente considerate 9 invece di 14 e mancano i modi verbali energico I ed energico II, mentre dal punto di vista lessicale l'arabo standard possiede la terminologia necessaria al mondo moderno (treno, aereo, computer, televisione, elettricità...) che manca all'arabo classico. Per questa ragione in Occidente viene distinta dall'arabo classico, ma per gli arabi solitamente non esiste questa differenza e sia l'arabo standard che l'arabo classico sono definiti indifferentemente fuṣḥā.
Gli arabi ritengono che essa fosse specificamente parlata dai Quraysh, con il cui idioma sembra siano stati in parte scritti ad esempio i libri di tradizione giuridico-religiosa  (ḥadīth) e tutte le opere che vengono definite come afferenti alle cosiddette "scienze religiose" (ʿulūm dīniyya).